# Yaphora
Yaphora is een geslacht van halfvleugeligen uit de familie Aphrophoridae. De wetenschappelijke naam van dit geslacht is voor het eerst geldig gepubliceerd in 1942 door Matsumura.

## Soorten
Het geslacht Yaphora omvat de volgende soorten:
- Yaphora palludina Matsumura, 1942
- Yaphora yatsugadakensis (Matsumura, 1934)